# Bahnstrecke Toruń–Chełmno
| Streckennummer: | 246                  |                                               |                                          |
| Kursbuchstrecke: | zuletzt 407          |                                               |                                          |
| Streckenlänge: | 53,584 km            |                                               |                                          |
| Spurweite: | 1435 mm (Normalspur) |                                               |                                          |
| Streckengeschwindigkeit: | 30 km/h              |                                               |                                          |
| |                      |                                               |                                          |
| \| \| \| von Toruń Główny (Thorn Hbf) \| \| \| \| \| \| \| \| \| \| Landesstraße 91 \| \| \| \| \| Anschluss \| \| \| \| 0,000 \| Toruń Wschodni (Thorn-Mocker) \| 64 m \| \| \| \| Thorn-Mocker \| \| \| \| \| Anschlüsse, u. a. Elana \| \| \| \| \| nach Kowalewo Pom. (Schönsee) und Sierpc \| \| \| \| \| \| \| \| \| \| von Sierpc \| \| \| \| 2,550 \| Abzweig Katarzynka (Katharinenflur; bis 1999) \| 68 m \| \| \| \| \| \| \| \| \| nach Chełmża (Culmsee/Kulmsee) \| \| \| \| \| Landesstraße 91 \| \| \| \| 6,061 \| Toruń Północny (Thorn Nord) \| 68 m \| \| \| \| nach Czarnowo k. Torunia (Scharnau) \| \| \| \| \| Anschluss \| \| \| \| 9,745 \| Barbarka (Barbarken/Barmühle) \| 71 m \| \| \| \| Anschluss Treibstofflager \| \| \| \| 12,792 \| Olek (Waldmeisterkrug) \| 75 m \| \| \| 15,674 \| Pigża (Ernstrode) \| 84 m \| \| \| 19,430 \| Zamek Bierzgłowski (Schloß Birglau) \| 77 m \| \| \| 21,811 \| Łubiańka Toruńska (Luben (Kr. Thorn)) \| 74 m \| \| \| 26,621 \| Wybcz (Wibsch) \| 89 m \| \| \| \| von Bydgoszcz (Bromberg) \| \| \| \| 34,137 \| Unisław Pomorski (Unislaw/Kulmischwenzlau) \| 92 m \| \| \| \| Anschluss \| \| \| \| \| nach Chełmża (Culmsee/Kulmsee) \| \| \| \| 39,523 \| Bągart (Baumgart/Kulmischbaumgart) \| 91 m \| \| \| 43,393 \| Płutowo (Plutowo/Plauthof) \| 91 m \| \| \| 47,160 \| Starogród (Althausen) \| 88 m \| \| \| 48,957 \| Brzozowo Chełminskie (Brosowo/Brosau) \| 90 m \| \| \| \| von Kornatowo (Kornatowo/Konraden) \| \| \| \| 53,584 \| Chełmno (Culm/Kulm (Weichsel)) \| 66 m \| |                      |                                               |                                          |
| Strecke |                      | von Toruń Główny (Thorn Hbf)                  | von Toruń Główny (Thorn Hbf)             |
| Strecke von links · Abzweig nach rechts und ehemals nach links · Strecke von rechts (außer Betrieb) |                      |                                               |                                          |
| Strecke mit Straßenbrücke · Strecke (außer Betrieb) |                      | Landesstraße 91                               | Landesstraße 91                          |
| Abzweig geradeaus und von links · Strecke (außer Betrieb) |                      | Anschluss                                     | Anschluss                                |
| Bahnhof · Strecke (außer Betrieb) | 0,000                | Toruń Wschodni (Thorn-Mocker)                 | 64 m                                     |
| Strecke · Bahnhof (Strecke außer Betrieb) |                      | Thorn-Mocker                                  | Thorn-Mocker                             |
| Abzweig geradeaus, nach rechts und ehemals nach links · Abzweig quer und von rechts (Strecke außer Betrieb) · Abzweig geradeaus, nach links und nach rechts (Strecke außer Betrieb) |                      | Anschlüsse, u. a. Elana                       | Anschlüsse, u. a. Elana                  |
| Abzweig geradeaus und nach rechts · Strecke (außer Betrieb) · Strecke (außer Betrieb) |                      | nach Kowalewo Pom. (Schönsee) und Sierpc      | nach Kowalewo Pom. (Schönsee) und Sierpc |
| Strecke nach links · Abzweig ehemals geradeaus und von rechts · Strecke (außer Betrieb) |                      |                                               |                                          |
| Abzweig geradeaus und ehemals von rechts · Strecke (außer Betrieb) |                      | von Sierpc                                    | von Sierpc                               |
| ehemalige Blockstelle · Strecke (außer Betrieb) | 2,550                | Abzweig Katarzynka (Katharinenflur; bis 1999) | 68 m                                     |
| Strecke von links · Abzweig geradeaus und nach rechts · Strecke (außer Betrieb) |                      |                                               |                                          |
| Abzweig ehemals quer und nach rechts · Kreuzung (Querstrecke außer Betrieb) · Strecke nach rechts (außer Betrieb) |                      | nach Chełmża (Culmsee/Kulmsee)                | nach Chełmża (Culmsee/Kulmsee)           |
| Bahnübergang |                      | Landesstraße 91                               | Landesstraße 91                          |
| Dienststation / Betriebs- oder Güterbahnhof | 6,061                | Toruń Północny (Thorn Nord)                   | 68 m                                     |
| Abzweig geradeaus und ehemals nach links |                      | nach Czarnowo k. Torunia (Scharnau)           | nach Czarnowo k. Torunia (Scharnau)      |
| Abzweig geradeaus und ehemals nach links |                      | Anschluss                                     | Anschluss                                |
| ehemaliger Haltepunkt / Haltestelle | 9,745                | Barbarka (Barbarken/Barmühle)                 | 71 m                                     |
| Abzweig ehemals geradeaus und nach links |                      | Anschluss Treibstofflager                     | Anschluss Treibstofflager                |
| Haltepunkt / Haltestelle (Strecke außer Betrieb) | 12,792               | Olek (Waldmeisterkrug)                        | 75 m                                     |
| Bahnhof (Strecke außer Betrieb) | 15,674               | Pigża (Ernstrode)                             | 84 m                                     |
| Bahnhof (Strecke außer Betrieb) | 19,430               | Zamek Bierzgłowski (Schloß Birglau)           | 77 m                                     |
| Bahnhof (Strecke außer Betrieb) | 21,811               | Łubiańka Toruńska (Luben (Kr. Thorn))         | 74 m                                     |
| Bahnhof (Strecke außer Betrieb) | 26,621               | Wybcz (Wibsch)                                | 89 m                                     |
| Abzweig ehemals geradeaus und von links |                      | von Bydgoszcz (Bromberg)                      | von Bydgoszcz (Bromberg)                 |
| Bahnhof | 34,137               | Unisław Pomorski (Unislaw/Kulmischwenzlau)    | 92 m                                     |
| Abzweig geradeaus und ehemals nach links |                      | Anschluss                                     | Anschluss                                |
| Abzweig ehemals geradeaus und nach rechts |                      | nach Chełmża (Culmsee/Kulmsee)                | nach Chełmża (Culmsee/Kulmsee)           |
| Bahnhof (Strecke außer Betrieb) | 39,523               | Bągart (Baumgart/Kulmischbaumgart)            | 91 m                                     |
| Bahnhof (Strecke außer Betrieb) | 43,393               | Płutowo (Plutowo/Plauthof)                    | 91 m                                     |
| Bahnhof (Strecke außer Betrieb) | 47,160               | Starogród (Althausen)                         | 88 m                                     |
| Bahnhof (Strecke außer Betrieb) | 48,957               | Brzozowo Chełminskie (Brosowo/Brosau)         | 90 m                                     |
| Abzweig geradeaus und von rechts (Strecke außer Betrieb) |                      | von Kornatowo (Kornatowo/Konraden)            | von Kornatowo (Kornatowo/Konraden)       |
| Kopfbahnhof Streckenende (Strecke außer Betrieb) | 53,584               | Chełmno (Culm/Kulm (Weichsel))                | 66 m                                     |

Die Bahnstrecke Toruń–Chełmno ist eine eingleisige und nicht elektrifizierte Eisenbahnstrecke in der polnischen Woiwodschaft Kujawien-Pommern, die nur noch einige Kilometer befahrbar ist.

## Verlauf und Zustand
Die Strecke beginnt im Bahnhof Toruń Wschodni (Thorn-Mocker) an der Bahnstrecke Toruń–Tschernjachowsk, der auch Endbahnhof der Bahnstrecke Sierpc–Toruń und Anfangsbahnhof der Bahnstrecke Toruń–Malbork ist, verlässt ihn zunächst nordostwärts, dann nordwestwärts noch parallel zu dieser. An der früheren Abzweigstelle Katarzynka (Katharinenflur; km 2,550) trennt sich der Verlauf der Strecken nach Malbork und Chełmno, letztere verläuft zunächst westwärts nach Toruń Północny (Thorn Nord; km 6,061), früherer Beginn der Bahnstrecke Toruń–Czarnowo koło Torunia, dann nordwestwärts über einen Anschluss zu einem Treibstofflager, wo der noch befahrbare Abschnitt endet, beim ehemaligen Haltepunkt Olek (Waldmeisterkrug; km 12,792) und den Bahnhof Unisław Pomorski (Unislaw/Kulmischwenzlau; km 34,137) an der Bahnstrecke Brodnica–Bydgoszcz nach Chełmno (Culm/Kulm (Weichsel); km 53,584), dem Endpunkt der gleichfalls stillgelegten Bahnstrecke Kornatowo–Chełmno.
Die durchweg eingleisige und nicht elektrifizierte Strecke darf auf dem noch befahrbaren Teil bis Olek mit dreißig Kilometern pro Stunde befahren werden.

## Geschichte
Zunächst für den Güterverkehr wurde am 2. September 1901 der Abschnitt von Unislaw nach Althausen von den Preußischen Staatseisenbahnen eröffnet, der Personenverkehr wurde mit der Eröffnung des Folgeabschnitts nach Culm, das seit 1883 Endbahnhof der Strecke aus Kornatowo an der Strecke Thorn–Graudenz war, am 20. Juli 1902 aufgenommen. Am 6. Oktober wurde der Abschnitt von Thorn-Mocker nach Thorn Nord in Betrieb genommen, es folgte die Fortführung nach Waldmeisterkrug für den Güterverkehr am 15. Oktober 1910, die Eröffnung des Personenverkehr erfolgte am 1. Juli 1912 mit der Inbetriebnahme der Fortführung nach Unislaw.
Nach der durch den Versailler Vertrag erzwungenen Abtretung des Polnischen Korridors an das wiederentstandene Polen 1920 gelangte die Strecke zu den Polnischen Staatseisenbahnen. Nachdem sie 1939 nach der Besetzung Polens zur Deutschen Reichsbahn gekommen war, wurde sie 1945 wieder polnisch. 1970 wurde der Personenverkehr zwischen Unisław und Chełmno eingestellt, der Abschnitt 1991 stillgelegt. 1992 wurde auch der Personenverkehr Thorn–Unisław eingestellt, danach wurde die Strecke zwischen Olek und Unisław stillgelegt, abgebaut und auf der Trasse ein Radweg errichtet.